# 上海シェンディ・グループ
上海シェンディ・グループ（英: Shanghai Shendi Group Co., Ltd.、中: 上海申迪集團）は中国の上海にある上海ディズニーランドをはじめとする上海ディズニーリゾート周辺の施設を運営する会社である。

## 概要
上海国際観光リゾートの開発運営を請け負っており、リゾート内にある上海ディズニーリゾートは上海シェンディ・グループが57%、アメリカのウォルト・ディズニー・カンパニーと子会社のディズニー・エクスペリエンスが43%出資している（東京ディズニーリゾートを運営するオリエンタルランドとのライセンス契約とは異なる）。そのため、ディズニー直営パークとして運営されている。ディズニーリゾートの他に上海野生動物園なども運営してる。